# Kaum az-Zuhajr
Kaum az-Zuhajr – miejscowość w Egipcie, w muhafazie Al-Minja, w dystrykcie Abu Kurkas. W 2006 roku liczyła 5314 mieszkańców.